# Submarino alemão Tipo XXI
U-Boot tipo XXI foi um revolucionário submarino alemão da Kriegsmarine que atuou durante a Segunda Guerra Mundial.

## Características

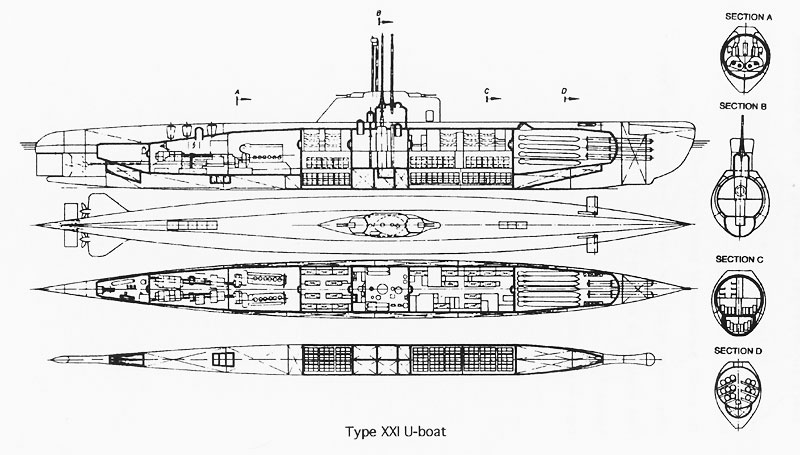
Diagrama do Tipo XXI.

No desenho de seu casco houve uma grande preocupação com a hidrodinâmica: todas as estruturas que pudessem causar algum arrasto (como o canhão) foram eliminadas. O resultado é que com este novo formato ele ganhou mais velocidade quando submerso.
Também oferecia melhores acomodações para seus ocupantes. Possuía freezer para conservação dos alimentos, chuveiro e lavatório. Assim uma tripulação que normalmente poderia ficar semanas no mar em missão de patrulha sem tomar banho ou mesmo barbear-se teria melhores condições de alojamento e trabalho. 
Era equipado com sofisticados instrumentos eletrônicos: radares, sonares passivos e detectores de ondas eletromagnéticas.
Seu armamento incluía 23 torpedos ou 17 torpedos + 12 minas. Possuía seis tubos de lançamento localizados na proa. Era equipado com um sistema hidráulico de recarga que possibilitava lançar 18 torpedos em menos de 20 minutos.
Sua velocidade máxima na superfície era 15,5 nós (29 km/h), 17,5 nós submerso (32 km/h) com alcance máximo de 15 500 milhas náuticas.

## U-Boots
Foram ao total comissionados 118 U-Boots do Tipo XXI durante a guerra:
| U-2501, U-2502, U-2503, U-2504, U-2505, U-2506, U-2507, U-2508, U-2509, U-2510, U-2511, |
| U-2512, U-2513, U-2514, U-2515, U-2516, U-2517, U-2518, U-2519, U-2520, U-2521, U-2522, |
| U-2523, U-2524, U-2525, U-2526, U-2527, U-2528, U-2529, U-2530, U-2531, U-2533, U-2534, |
| U-2535, U-2536, U-2538, U-2539, U-2540, U-2541, U-2542, U-2543, U-2544, U-2545, U-2546, |
| U-2548, U-2551, U-2552, U-3001, U-3002, U-3003, U-3004, U-3005, U-3006, U-3007, U-3008, |
| U-3009, U-3010, U-3011, U-3012, U-3013, U-3014, U-3015, U-3016, U-3017, U-3018, U-3019, |
| U-3020, U-3021, U-3022, U-3023, U-3024, U-3025, U-3026, U-3027, U-3028, U-3029, U-3030, |
| U-3031, U-3032, U-3033, U-3034, U-3035, U-3037, U-3038, U-3039, U-3040, U-3041, U-3044, |
| U-3501, U-3502, U-3503, U-3504, U-3505, U-3506, U-3507, U-3508, U-3509, U-3510, U-3511, |
| U-3512, U-3513, U-3514, U-3515, U-3516, U-3517, U-3518, U-3519, U-3520, U-3521, U-3522, |
| U-3523, U-3524, U-3525, U-3526, U-3527, U-3528, U-3529, U-3530                          |

|  |  |